# Жер (приток Гаронны)
Жер (фр. Gers) — река в юго-западной Франции, левый приток Гаронны. Длина 178 км, площадь бассейна около 1,7 тыс. км². Площадь водосборного бассейна — 1700 км².

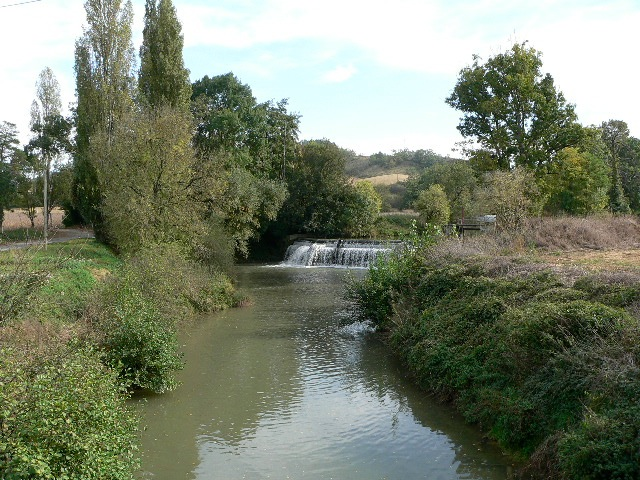
Жер

Исток — на плато Ланнемезан, у подножья Пиренеев. В верховьях бурная, обладает большими запасами гидроэнергии; в низовьях протекает по равнине, впадает в Гаронну близ Ажена. Питание снегово-дождевое. Характерно весеннее половодье, летняя межень. Судоходна на 120 км от устья.
На реке — город Ош. Даёт имя названию департамента, по территории которого протекает.